# Ректальне введення препаратів
Ректальне введення (per rectum — через пряму кишку) — це використання прямої кишки для введення лікарські препарати та інших рідин для всмоктування через кровоносні судини прямої кишки. Через ці судини, ліки й інші рідини потрапляють у кровоносну систему, яка розподіляє ліки по всьому тілу, органам і системам організму.
Препарат, який вводять ректально, в цілому (а це залежить також від самого препарату) почне діяти швидше, буде мати більшу біодоступність, більш короткий пік дії та довше діятиме ніж при перорально введенні лікарських препаратів. Ще одна перевага ректального введення препарату, що останній менше викликає нудота при прийманні, а це убезпечує від часткової втрати препарату через нудоту і блювання.

## Механізм дії та застосування
Ректальний шлях введення обходить близько 2/3 метаболізму першого проходу, поскільки венозний отток прямої кишки на дві третини є системним (середня і нижня прямокишечні вени) і на одну третину портальна система печінка (верхня прямокишечна вена). це означає, що ліки потрапляють в систему кровообігу зі значно меншими змінами і більшою концентрацією. Ректальне введення дає можливість пацієнтам залишатися в домашніх умовах. тоді як введення препаратів за допомогою внутрішньовенних катеторів, які потрібно встановлювати в умовах стаціонарів та для яких необхідно мати спеціальний склад стерильних препаратів.
Ректальний шлях використовується при введенні лікарських препаратів за допомогою суппозиторії і клізма. При цьому шляху введення ліки всмоктуються через нижні й середні гемороїдальні вени і надходять у загальне коло кровообігу, не проходячи через печінку. Ефект настає через 15 хв, що для багатьох ліків відповідає швидкості при внутрішньом'язове введення. Лікарський препарат для ректального введення доцільно вводити маленьким дітям, хворим у непритомному стані, при блюванні, патології шлунка, кишечнику.
Також використовують і спеціальний ректальний катетор, який використовують, наприклад, у хоспіс або встановлюється медсестрою на дому. Багато ректальних препаратів можна подрібнювати, розчиняти у воді і використовувати через ректальний катетор.
Ректальний шлях введення дає змогу вживати лікарсткі препарати людям з різними патологіями моторики шлунково-кишкового тракту, як наприклад: дисфагія, кишкова непрохідність чи непрохідність кишковика, які можуть перешкоджати проходження ліків по тракту. До цієї групи часто входять люди в кінці життя.
Через те, що ректальний спосіб введення забезпечує швидку, безпечну і більш дешеву альтернативу введенню ліків, він ще може полегшити догляд за пацієнтами, які отримують довгострокову паліативну допомогу чи стати альтернативою внутрішньовенного чи підшкірному введенню ліків в інших випадках.

## Способи введення
- Супозиторій — тверда система доставки ліків, що вводиться в пряму кишку, де вона розчиняється або тане, надаючи місцеву або системну дію.
- Мікроклізма — невелика кількість (зазвичай менше 10 мл) рідкого лікарського розчину, що вводиться в пряму кишку.
- Клізма великого обсягу для введення рідини в товсту кишку або для очищення якнайбільшої частини товстої кишки від фекалій або для доставки розчину лікарського засобу.
- Спеціалізований катетер, призначений для ректального введення ліків та рідин, який можна безпечно розмістити та зручно залишити у прямій кишці для багаторазового використання.